# Plutoniosaurus
Genre
Plutoniosaurus est un genre fossile d'ichthyosaures de la sous-famille des Platypterygiinae (famille des Ophthalmosauridae),,.